# Thibilis
Thibilis (łac. Diocesis Thibilitanus) – stolica historycznej diecezji we Cesarstwie rzymskim w prowincji Numidia zlikwidowana w VII w. podczas ekspansji islamskiej, współcześnie w północnej Algierii. Obecnie katolickie biskupstwo tytularne. 

## Biskupi tytularni
| Lp. | Biskup                   | Funkcja                                        | Od               | Do                |
| --- | ------------------------ | ---------------------------------------------- | ---------------- | ----------------- |
| 1   | Louis-Marie de Bazelaire | emerytowany arcybiskup Chambéry (Francja)      | 26 kwietnia 1966 | 10 grudnia 1970   |
| 2   | Bernard Panafieu         | biskup pomocniczy Annecy (Francja)             | 18 kwietnia 1974 | 30 listopada 1978 |
| 3   | Brendan Comiskey         | biskup pomocniczy Dublina (Irlandia)           | 3 grudnia 1979   | 4 kwietnia 1984   |
| 4   | Jorge Medina Estévez     | biskup pomocniczy Rancagua (Chile)             | 18 grudnia 1984  | 25 listopada 1987 |
| 5   | André Vingt-Trois        | biskup pomocniczy Paryża (Francja)             | 25 czerwca 1988  | 21 kwietnia 1999  |
| 6   | Jan van Burgsteden       | biskup pomocniczy Haarlem-Amsterdam (Holandia) | 24 czerwca 2000  |                   |